# سیارک ۳۷۶۱
سیارک ۳۷۶۱ (به انگلیسی: 3761 Romanskaya، نامگذاری:1936OH) سه هزار و هفتصد و شصت و یکمین سیارک کشف شده‌است که در ۲۵ ژوئیه ۱۹۳۶ و در رصدخانه سایمیز کشف شد.
قدر مطلق سیارک برابر ۱۱٫۱۰ است.